# Wu Jingyu
Wu Jingyu (Jiangxi, 1 de fevereiro de 1987) é uma taekwondista chinesa, bicampeã olímpica em 2008 e 2012.

## Carreira
Wu Jingyu competiu nos Jogos Olímpicos de 2008 e 2012, na qual conquistou a medalha de ouro nas duas edições.
Na rio 2016 entrou como cabeça-de-chave número 1, porém não medalhou.